# Sierra Leone
Cộng hòa Sierra Leone (tên phiên âm tiếng Việt: Xi-ê-ra Lê-ôn) là một quốc gia nằm ở Tây Phi. Sierra Leone giáp Guinée về phía đông bắc, Liberia về phía đông nam và Đại Tây Dương về phía tây nam. Sierra Leone có diện tích 71.740 kilômét vuông (27.699 dặm vuông) và có khí hậu nhiệt đới, với môi trường đa dạng từ xavan cho đến rừng mưa nhiệt đới. Freetown là thủ đô và là thành phố lớn nhất. Các thành phố lớn khác có dân số trên 100.000 dân gồm: Bo, Kenema, Koidu Town và Makeni.
Những cư dân định cư sớm ở Sierra Leone gồm các dân tộc Sherbro, Temne và Limba, và sau này là người Mende, dân tộc gọi xứ này là Romarong, và người Kono định cư ở phía đông của quốc gia này. Năm 1462, nhà thám hiểm người Bồ Đào Nha Pedro da Cintra đã đến đây và đặt tên cho xứ này là Serra de Leão, có nghĩa là 'Núi Sư Tử'. Sierra Leone đã trở thành một trung tâm buôn bán nô lệ xuyên đại dương cho đến năm 1787, khi Freetown được thành lập bởi Sierra Leone Company làm nơi buôn ở cho những người Đông Phi và Đông Ấn nô lệ trước đó. Năm 1808, Freetown đã trở thành một thuộc địa của đế quốc Anh năm 1896, còn nội địa quốc gia này thuộc một xứ bảo hộ Anh quốc; năm 1961, hai xứ này kết hợp với nhau và giành được độc lập.

## Lịch sử
Dân tộc Bulom được xem là những cư dân đầu tiên ở vùng này, các dân tộc Mende và Temne đến đây vào thế kỷ XV và sau đó là dân Fulani. Năm 1462, nhà hàng hải Bồ Đào Nha Pedro de Sintra phát hiện ra bán đảo này và đặt tên là Serra Lyoa (về sau sửa thành Siena Leone), nghĩa là "Núi Sư tử", vùng này trở thành trung tâm mua bán nô lệ.
Năm 1787, hưởng ứng chiến dịch chống lại chế độ nô lệ, Chính phủ Anh đã thành lập vùng Freetown để tiếp đón những người nô lệ được phóng thích. Từ năm 1808, vùng này trở thành thuộc địa của Anh, vùng nội địa trở thành xứ bảo hộ năm 1896. Năm 1961, vùng thuộc địa và xứ bảo hộ hợp nhất lại trở thành quốc gia độc lập và là thành viên của Khối Liên hiệp Anh. Sierra Leone trở thành nước Cộng hòa năm 1971. Siaka Stevens trở thành Tổng thống đầu tiên và thành lập một đảng duy nhất cầm quyền. Năm 1985, Tướng Momoh lên cầm quyền; về sau bị nhóm sĩ quan do Valentine Strasser lật đổ năm 1992. Năm 1996, Ahmad Tejan Kabbah đắc cử Tổng thống, nhưng bị lật đổ trong cuộc đảo chính quân sự năm 1997. Trung tá Johnny Paul Koroma lãnh đạo Hội đồng lực lượng cách mạng vũ trang tiến hành chính sách... cai trị hà khắc, giết những thành phần đối lập và nền kinh tế bị tàn phá. Khối liên hiệp Anh yêu cầu khôi phục quyền lực cho Tổng thống Kabbah. Năm 1998 Tổng thống T. Kabbah trở lại cầm quyền nhờ sự giúp đỡ của chính quyền Nigeria.
Tháng 1 năm 1999, quân nổi dậy và lính đánh thuê Liberia chiếm thủ đô, yêu cầu phóng thích nhà lãnh đạo Mặt trận cách mạng thống nhất Foday Sankoh. Lực lượng gìn giữ hòa bình Nigeria chiếm lại quyền kiểm soát thủ đô Freetown, nhưng sau đó Tổng thống không thể tham dự vào các cuộc đàm phán hòa bình. Dưới áp lực của Nigeria, Hoa Kỳ và một số quốc gia, Kabbah đồng ý một hiệp định chia sẻ quyền lực, Sankoh trở thành Phó Tổng thống. Hiệp định này trở thành vô hiệu tháng 5 năm 2000, sau khi Mặt trận Cách mạng Thống nhất bắt cóc khoảng 500 lính thuộc lực lượng gìn giữ hòa bình Liên hiệp quốc và tấn công Freetown; Sankoh bị bắt và bị tạm giam chờ ra tòa vì tội ác chiến tranh.
Cuộc xung đột chính thức chấm dứt tháng 1 năm 2002. Khoảng 50.000 người bị chết trong cuộc nội chiến kéo dài. Liên hiệp quốc đưa khoảng 17.000 quân đến đây và 45.000 quân bị giải giới.
Tháng 5 năm 2002, Tổng thống Kabbah tái đắc cử với 70% số phiếu.
Lực lượng gìn giữ hoà bình của Liên Hợp Quốc đã rút đi năm 2005 để lại toàn bộ trọng trách về an ninh cho các lực lượng trong nước, tuy vậy còn lại một văn phòng của Liên Hợp Quốc phụ trách về vấn đề dân thường nhằm hỗ trợ chính phủ. Căng thẳng leo thang liên quan đến các cuộc bầu cử theo kế hoạch vào năm 2007, tình hình kinh tế và chính trị ngày càng xấu đi ở Guinée, và tình trạng an ninh mong manh ở quốc gia láng giềng Liberia có thể là những thách thức đối với sự ổn định của Sierra Leone. Từ năm 2007, ông Ernest Bai Koroma được bầu là Tổng thống sau cuộc bầu cử hợp hiến, người dân hy vọng Sierra Leone sẽ bước vào thời kỳ phát triển ổn định.

## Địa lý
Quốc gia ở Tây Phi, nằm giữa Guinée và Liberia, Tây giáp Đại Tây Dương. Địa hình gồm vùng cao nguyên đá hoa cương phía đông, sâu bên trong nội địa là ngọn núi Loma (đỉnh Bintumani, 1.948 m), vùng đồng bằng duyên hải với các cửa sông ẩn sâu vào trong đất liền và các rừng nước dọc theo bờ biển.

## Chính trị
Sierra Leone là nước đang phát triển nhưng thực hiện dân chủ đa đảng từ rất sớm (1962). Tổng thống đứng đầu nhà nước và chính phủ. Tuy nhiên, tình hình chính trị luôn không ổn định, đã xảy ra nhiều cuộc đảo chính. Tổng thống Ahmed Tejan Kabbah trúng cử Tổng thống trong cuộc bầu cử dân chủ năm 1996 và 2002.
Kể từ 1991, cuộc nội chiến giữa quân Chính phủ và Mặt trận Cách mạng thống nhất (RUF) đã làm hàng chục ngàn người Sierra Leone chết và hơn 2 triệu người (hơn 1/3 dân số) phải di cư sang các nước láng giềng. Tháng 6/1/1999, lực lượng Mặt trận Cách mạng thống nhất (RUF) phát động đấu tranh vũ trang chống lại Chính quyền của Tổng thống hợp pháp và đã chiếm phía đông và trung tâm thủ đô Freetown trong đó có Phủ Tổng thống, Sở cảnh sát. Lực lượng gìn giữ hoà bình của Cộng đồng Các nước Tây Phi (ECOWAS) đã đưa quân vào Sierra Leone và đẩy luì lực lượng nổi dậy ra khỏi thủ đô.
Tháng 7 năm 1999, Chính phủ của Tổng thống Kabbah và Mặt trận cách mạng thống nhất đã ký Hiệp định hoà bình.
Tháng 5 năm 2000, hiệp định hoà bình bị phá vỡ sau khi RUF bắt cóc 500 lính gìn giữ hoà bình của Liên hợp quốc đang thực thi nhiệm vụ tại Sierra Leone.
Cuối năm 2000, Liên Hợp Quốc đã đưa 13.000 quân đến để bảo vệ thủ đô Freetown và các thành phố chính của Sierra Leone. Với sự giúp đỡ của Liên Hợp Quốc và các nước ECOWAS, tình hình chính trị Sierra Leone đã ổn định, chấm dứt nội chiến.
Từ tháng 1 năm 2006, Phái bộ Liên Hợp Quốc tại Sierra Leone UNAMSIL chấm dứt hoạt động và được thay thế bằng Văn phòng Hỗn hợp của Liên Hợp Quốc tại Sierra Leon (UNIOSIL) - một văn phòng dân sự có nhiệm vụ chủ yếu là hỗ trợ chính quyền Sierra Leon nâng cao năng lực quản lý, tăng cường khả năng an ninh hỗ trợ hoạt động nhân đạo và tái thiết đất nước.

### Đối ngoại
Sierra Leone thực hiện chính sách đa dạng hoá quan hệ, coi trọng quan hệ với các nước láng giềng, phát triển quan hệ với các nước lớn (Mỹ, Nga, Trung Quốc). Hiện nay đang đẩy mạnh quan hệ kinh tế với Anh, Mỹ, Bỉ và EU. Sierra Leone rất coi trọng thúc đẩy hợp tác với các nước đang phát triển trong khuôn khổ hợp tác Nam-Nam, trong đó có Việt Nam.

## Kinh tế
Sierra Leone là một quốc gia châu Phi rất nghèo, có sự phân bổ về thu nhập mất cân bằng trầm trọng. Mặc dù sở hữu các nguồn tài nguyên phong phú về khoáng sản, nông nghiệp và ngư nghiệp nhưng cơ sở hạ tầng xã hội và kinh tế chưa phát triển cùng bất ổn xã hội sâu sắc đang tiếp tục kìm hãm sự phát triển về kinh tế. Khoảng 2/3 số dân ở tuổi lao động làm việc trong lĩnh vực nông nghiệp mang tính tự cung tự cấp. Ngành chế tạo chủ yếu là chế biến các loại nguyên liệu thô và công nghiệp nhẹ cho thị trường trong nước. Khai thác kim cương là nguồn thu nhập chính chiếm gần nửa xuất khẩu của Sierra Leone. Số phận của nền kinh tế phụ thuộc vào việc duy trì được hoà bình trong nước và nguồn viện trợ to lớn từ bên ngoài. Đây là điều thiết yếu nhằm bù lại sự mất cân bằng thương mại nghiêm trọng và cung cấp cho ngân sách chính phủ. Quỹ Tiền tệ Quốc tế đã hoàn thành xong chương trình giảm đói nghèo và thúc đẩy tăng trưởng giúp ổn định tăng trưởng kinh tế và giảm lạm phát. Sự ổn định chính trị được cải thiện gần đây đã đem lại sự hồi phục của hoạt động kinh tế như công nghiệp khai thác bô xít.
Năm 2010, GDP của Sierra Leone đạt 4,8 tỷ USD, tỷ lệ tăng trưởng là 5,2% với GDP bình quân đầu người thuộc hàng thấp nhất châu Phi là 400 USD.
Về ngoại thương, Sierra Leone xuất khẩu được 216 triệu USD tới các nước Bỉ, Hà Lan, Anh, Ấn Độ… với các mặt hàng chủ yếu là kim cương, cà phê, ca cao, hàng thủy sản... và nhập khẩu 560 triệu USD gồm các mặt hàng chủ yếu là lương thực thực phẩm, máy móc thiết bị, xăng dầu, hoá chất...từ các nước Đức, Anh, Côte d’Ivoire, Trung Quốc, Hà Lan, Nam Phi, Pháp.
Sierra Leone có 2/3 dân số làm nghề nông. Sản phẩm chính là lúa, lạc, dầu cọ, chà là, ca cao. Sierra Leone là nước xuất khẩu dầu cọ lớn thứ 3 châu Phi sau Nigeria và Cộng hòa Dân chủ Congo.
Tài nguyên chủ yếu: Kim cương, vàng, titan, bô xít, sắt.
Về công nghiệp, Sierra Leone đã xây dựng được một số cơ sở sản xuất như nhà máy chế biến thực phẩm, rau quả, xay sát, lọc dầu, sản xuất vật liệu xây dựng, xi măng và thuốc lá.
Chiến lược phát triển kinh tế của Sierra Leone dựa vào phát triển công nghiệp để xuất khẩu các hàng nông sản như hạt cọ, cà phê, cá và khai thác khoáng sản, nhất là kim cương.
Sierra Leone xuất hàng hoá chủ yếu là kim cương, cà phê, cá, ca cao sang Bỉ (38%), Mỹ (6%), Anh (4%) và nhập khẩu chủ yếu lương thực, thực phẩm, thuốc chữa bệnh và máy móc, vật tư, nhiên liệu từ Anh (34%), Mỹ (8%), Italia (7%) và Nigeria (5%).
Các khu rừng rậm thích hợp với kiểu khí hậu nhiệt đới rất ẩm ướt, dần dần bị đẩy lùi do tình trạng khai hoang để trồng cây lương thực (lúa, sắn) và các loại cây cung cấp sản phẩm xuất khẩu (cà phê, ca cao, gừng). Hoạt động khai thác mỏ trên đà phát triển: rutil (khoáng vật màu nâu đỏ), kim cương và bauxit là các mặt hàng xuất khẩu chính. Nền kinh tế vốn đã yếu kém do tình trạng tham nhũng, nay lại bị tàn phá do các cuộc xung đột.
- GDP: 2,08 tỷ USD (2009)
- GDP đầu người: 406 USD
- Tăng trưởng: 1% (2009)

## Tôn giáo
| Tôn giáo tại Sierra Leone (2010) | Tôn giáo tại Sierra Leone (2010) | Tôn giáo tại Sierra Leone (2010) | Tôn giáo tại Sierra Leone (2010) | Tôn giáo tại Sierra Leone (2010) |
| -------------------------------- | -------------------------------- | -------------------------------- | -------------------------------- | -------------------------------- |
| Tôn giáo                         | Tôn giáo                         |                                  | Tỷ lệ                            | Tỷ lệ                            |
| Hồi giáo                         | Hồi giáo                         |                                  | 78%                              | 78%                              |
| Cơ đốc giáo                      | Cơ đốc giáo                      |                                  | 21%                              | 21%                              |
| Tín ngưỡng                       | Tín ngưỡng                       |                                  | 1%                               | 1%                               |

Hồi giáo là tôn giáo chiếm ưu thế tại Sierra Leone với 78% dân số theo tôn giáo này. Ngoài ra còn có 21% dân số theo Cơ đốc giáo và 1% dân số theo tín ngưỡng dân gian châu Phi.